# Michael Kaplan (kostiumograf)
Michael Kaplan (ur. w Filadelfii) – amerykański kostiumograf pracujący w branży filmowej od 1981 roku.
Zdobył nagrodę Brytyjskiej Akademii Sztuk Filmowych i Telewizyjnych (BAFTY) za kostiumy do filmu Łowca androidów (Blade Runner, 1982). Czterokrotnie, w 1999, 2005, 2009 i 2010, nominowany był do nagrody Costume Designers Guild (CDG) za pracę przy kostiumach do Podziemnego kręgu (Fight Club), Pana i pani Smith (Mr. & Mrs. Smith), Star Treka i Burleski (Burlesque). Ponadto, stworzył kostiumy, które nosili na sobie bohaterowie takich projektów, jak Siedem (Seven, 1995), Pearl Harbor (2001) czy Jestem legendą (I Am Legend, 2007).